# Helianthemum protodianicum
Helianthemum protodianicum är en solvändeväxtart som beskrevs av J.M.Aparicio, Pérez Dacosta och Gonzalo Mateo. Helianthemum protodianicum ingår i släktet solvändor, och familjen solvändeväxter. Inga underarter finns listade i Catalogue of Life.